# كيسة فكية علوية كروية
كيسة فكية علوية (باللإنجليزية: globulomaxillary cyst) هي كيسة تظهر بين القاطع الجانبي العلوي والناب المجاور له. ويكون شكلها في الأشعة (كمثرى مقلوبة منفذه للأشعة).
الكيسة الفكية العلوية الكروية غالبًا ما تسبب تباعد جذور الأسنان المجاورة.
يجب التفرقة بين هذه الكيسة بين هذه الكيسة وكيسة المجرى الأنفى الحنكي (nasopalatine cyst).
تم الاختلاف حول أصل نشوئها تتفق اليوم معظم المنشورات بناءً على أدله قاطعة أن الكيسة في الغالب ذات أصل سني (odontogenic)، النتائج الظاهرة متسقة مع الكيس المحيط بالقمة وورم الكيس الكيراتيني.

## العلاج
العلاج عادة يكون بالاستئصال أو التوخيف أو كلاهما معا.